# 1563
Cette page concerne l'année 1563  du calendrier julien.
L'année 1563 est une année commune qui commence un vendredi.

## Événements
- 1er février : mort du négus Menas d'Éthiopie[1]. son fils aîné Sarsa Dengel lui succède comme roi d’Éthiopie (fin en 1597). Il fait provisoirement la paix avec le vice-roi du Tigré révolté Yeshaq[2].
- 3 avril : siège d’Oran par les Turco-Algérois d'Hassan Pacha. Le blocus est forcé le 8 juin par les balancelles et les brigantins de Valence et d’Andalousie[3].
- 29 août : fondation de l'Audiencia de Quito[4].
- Novembre[5] : début de la guerre de l'éléphant blanc entre le Siam et la Birmanie (en) (1563-1569), déclenchée par le refus du roi d'Ayutthaya de livrer l'animal albinos au roi Taungû Bayinnaung. Prise de Sukhothaï par les Birmans[6].
- Actuel Laos : le roi Setthathirath transfère la capitale du Lan Xang à Vientiane : fondation officielle de la ville[7].
- Chine : les wakô (pirates japonais) ravagent les côtes du Fou-kien[8].

### Europe
- 11 janvier : ouverture du second Parlement d'Angleterre du règne d'Élisabeth[9] (fin le 10 avril)[10].
  - Statute of Artificiers qui réglemente les métiers en Angleterre[9]. Le Parlement charge les juges de paix de l’établissement du barème des salaires dans leur circonscriptions. Il prescrit d’astreindre les gens sans emploi aux travaux des champs.
  - Un statute confie aux juges de paix le soin de préserver les prérogatives de la couronne contre les usurpations du pape[11]. Le Conseil privé ordonne une enquête sur l’attitude des juges de paix en matière religieuse (53 % sont favorables aux changements, 15 % y sont indifférents et 32 % hostiles (comtés du Nord, traditionnellement catholique). Le Conseil procède à une seconde épuration.
  - Acte contre les Rom[9].
- 13 janvier : adoption du Catéchisme de Heidelberg[12]. À la suite de la controverse de Heidelberg, l’Électeur palatin fait éditer par Zacharie Beer (Zacharias Ursinus) et Gaspard von Olewing (Kaspar Olevianus) un catéchisme, adopté par Zurich et par la plupart des Églises calvinistes.
- 7 février : la capitale des États de Savoie est transférée de Chambéry à Turin[13].
- 15 février : Ivan le Terrible, déjà maître de Smolensk et Vitebsk, s’empare de Połock[14], clé du commerce de Riga, puis marche jusqu’à Vilnius. Les nobles lituaniens réclament l’union avec la Pologne[15]. La Russie et le Danemark signent une alliance contre la Pologne et la Suède.
- 19 février : en Angleterre, la convocation de Canterbury publie les « Trente-neuf articles de foi », approuvés par la chambre des communes le 13 décembre[16]. Ils  rejettent les principes théologiques du catholicisme en déclarant que l’écriture est la base de la foi et que la transsubstantiation ne peut pas être vérifiée. Le célibat n’est plus obligatoire pour le clergé. Le Parlement d'Angleterre exige de tout membre du clergé de soumettre à l’acte de suprématie ou de se démettre de tout bénéfice.
- 18 mars : la Formule de concorde de Strasbourg reconnait la Confession d'Augsbourg au détriment de la Confession tétrapolitaine. La Réforme strasbourgeoise perd son originalité sous l'influence de Jean Marbach qui la fait adhérer au luthéranisme[17].
- 19 mars : édit de pacification d'Amboise[18].
- 23 avril : début de la construction en Espagne du palais monastère de l’Escurial (fin en 1584), dont le plan est inspiré du martyre de saint Laurent (gril)[19].
- 30 mai : bataille navale de Bornholm entre les Danois et les Suédois[20].
- 21 juillet : Frédéric II de Danemark déclare la guerre à Éric XIV de Suède[20].
- 28 juillet : les Anglais sont chassés du Havre[21].
- 12 août : Jean III Vasa est emprisonné (fin en 1567) par son frère Éric XIV de Suède alors qu’il tentait de restaurer la monarchie catholique en Suède[22].
- 26 août : Éric XIV de Suède publie un manifeste contre le Danemark[20]. Début de la guerre dano-suédoise de sept ans pour la possession des « détroits » (fin en 1570). Danemark, Pologne et Lubeck contre la Suède.

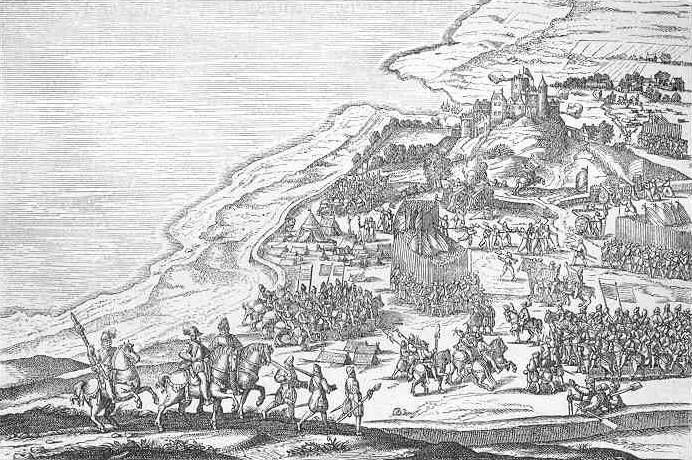
4 septembre : Frédéric II de Danemark prend la forteresse d'Älvsborg, en Suède

- 4 septembre : les Danois entrés en Westrogothie, s'emparent d'EIfsborg, position importante sur la mer[23]. Le roi de Suède entre en Halland, échoue à prendre Halmstad et doit se retirer. Les Danois l'attaquent dans sa marche le 10 novembre, près de Marekârr dans une bataille sanglante sans être décisive[20].
- 8 septembre : Maximilien de Habsbourg est couronné roi de Hongrie à Presbourg[24].
- Septembre : Peste à Londres[21]. 20 000 victimes[25].
- 1 octobre : Inauguration du lycée Louis-Le-Grand, à Paris, 123 rue Saint-Jacques, dans le 5e arrondissement.
- 5 décembre : clôture du concile de Trente, organisant la Contre-Réforme[26]. 220 prélats signent l’acte final.
- Peste en Allemagne et en Suisse, en particulier à Dantzig, Nuremberg, Magdebourg, Hambourg et Francfort[27].
- Arrivée à la cour de Jean Sigismond de Transylvanie du médecin piémontais Giorgio Blandrata, chassé de Pologne à cause de son radicalisme antitrinitarien[28].

## Naissances en 1563

Portrait assis de l'empereur Wanli.

- 1er janvier : Guillaume-Robert de La Marck, prince souverain de Sedan († 11 janvier 1588).
- 2 janvier : John Dowland, compositeur et luthiste anglais († février 1626).
- 6 janvier :
  - Martin Bécan, jésuite, théologien et controversiste catholique de la Contre-Réforme des Pays-Bas espagnols († 24 janvier 1624).
  - Johann Christoph von Westerstetten, prince-évêque d'Eichstätt († 28 juillet 1637).
- 30 janvier : Franciscus Gomarus, théologien des Pays-Bas espagnols († 11 janvier 1641).
- ? janvier :
  - Cesare Crispolti, historien et homme de lettres italien († 21 avril 1608).
  - Penelope Rich, comtesse anglaise († 7 juillet 1607).
- 4 février : Daniel Tilenus, théologien protestant († 1er août 1633).
- 8 avril : Marie de Barby-Mühlingen, noble allemande († 19 décembre 1619).
- 15 avril : Guru Arjan, cinquième Guru du sikhisme († 30 mai 1606).
- 20 avril : Nicolas Rusca, prêtre catholique suisse († 4 septembre 1618).
- 1er mai : Jeanne du Laurens, écrivaine française († 30 novembre 1635).
- ? mai : Arthur Chichester 1er baron Chichester, administrateur et soldat anglais († 19 février 1625).
- 1er juin : Robert Cecil 1er comte de Salisbury, homme politique anglais († 24 mai 1612).
- 19 juillet : Lamoral Ier de Ligne, 1er prince de Ligne et diplomate belge († 5 ou 6 février 1624).
- 14 août : Jean van Malderen, évêque d'Anvers, professeur de philosophie et recteur de l'Université de Louvain († 21 octobre 1633).
- 16 août : Nguyễn Phúc Nguyên, dignitaire vietnamien, membre de la dynastie des Nguyễn († 19 novembre 1635).
- 28 août : Michel de Marillac, homme politique français († 7 août 1632).
- 4 septembre : Ming Shenzong, treizième empereur de la dynastie Ming († 18 août 1620).
- 15 septembre : Élisabeth d'Anhalt-Zerbst, princesse d'Anhalt († 8 novembre 1607).
- 21 septembre : Henri de Joyeuse, duc de Joyeuse, comte du Bouchage, prêtre capucin français († 28 septembre 1608).
- 26 septembre : Richard Nicholson, musicien anglais, premier « professeur de musique Heather » à l'université d'Oxford († 1638 ou 1639).
- 30 septembre : Ennon III de Frise orientale, prince de la maison Cirksena et comte de Frise orientale († 19 août 1625).
- 4 octobre : Dorothée de Saxe, princesse Saxonne de la Maison de Wettin et duchesse de Brunswick-Wolfenbüttel  († 13 février 1587).
- 13 octobre : François Caracciolo, prêtre napolitain († 4 juin 1608).
- 14 octobre : Bernardine de Lippe, comtesse de Lippe et de Leiningen-Leiningen († 25 août 1628).
- 17 octobre : Jodocus Hondius, graveur et cartographe flamand († 12 février 1612).
- 28 octobre : Berlinghiero Gessi,  cardinal italien († 6 avril 1639).
- 30 octobre : Sophie de Brunswick-Lunebourg, membre de la Maison de Brunswick-Lunebourg, margravine de Brandebourg-Ansbach et de Brandebourg-Kulmbach et duchesse de Krnov († 14 janvier 1639).
- 5 novembre : Anne d'Orange-Nassau, fille de Guillaume d’Orange dit Le Taciturne et de Anne de Saxe († 13 juin 1588).
- 8 novembre : Henri II de Lorraine, marquis de Pont-à-Mousson, puis duc de Lorraine et de Bar († 31 juillet 1624).
- 19 novembre : Robert Sidney, homme d'État de l'Angleterre élisabéthaine († 13 juillet 1626).
- 20 novembre : Sophie de Wurtemberg, noble allemande, membre de la Maison de Wurtemberg († 21 juillet 1590).
- 28 novembre : Hosokawa Tadaoki, samouraï japonais († 18 janvier 1646).
- 2 décembre :
  - Joachim Descartes, docteur en médecine et juriste français († 17 octobre 1640).
  - Muzio Vitelleschi, prêtre jésuite italien († 9 février 1645).
- 10 décembre : Pierre Matthieu, écrivain, poète et dramaturge et historiographe comtois († 12 octobre 1621).
- 15 décembre : Gellius Hillema, juriste, homme politique et diplomate flamand († 2 janvier 1626).
- 25 décembre : Guidobaldo Bonarelli, poète et dramaturge italien († 8 janvier 1608).
- Date précise inconnue :
  - Ercole dell'Abate, peintre baroque italien († 1613).
  - Sidi M'hamed el-Ayachi, marabout et chef militaire marocain († 1641).
  - Johannes Althusius, philosophe et théologien réformé allemand († 12 août 1638).
  - Paul Ardier, financier et amateur d'art français († 25 septembre 1638).
  - André Báthory, évêque puis cardinal et prince de Transylvanie († 31 octobre 1599).
  - Jean Bedé de la Gourmandière, avocat et écrivain français († 25 juillet 1648).
  - Charles Blount, 8e baron Mountjoy, 1er comte de Devonshire, noble et soldat anglais († 3 avril 1606).
  - Louise Bourgeois, sage-femme française († 20 décembre 1636).
  - César de Saint-Lary, seigneur de Bellegarde et de Termes († 27 octobre 1587).
  - Thomas d'Olera, religieux capucin italien († 3 mai 1631).
  - John Dowland, compositeur et luthiste anglais († 19 février 1626 ou 20 février 1626).
  - Michael Drayton, poète anglais († 23 décembre 1631).
  - Guillaume Du Peyrat, prêtre, théologien et historien français († 1645).
  - Jean Duret, médecin français († 30 août 1629 ou 31 août 1629).
  - Thomas Edmondes, ambassadeur et négociateur anglais en France († 20 septembre 1639).
  - Benedetto Gennari, peintre italien († 1610).
  - Abraham de Georgiis, prêtre jésuite maronite libanais († 30 avril 1595).
  - Anna Guarini, soprano et luthiste italienne († 3 mai 1598).
  - Ferdinand II de Guastalla, comte puis duc de Guastalla († 5 août 1630).
  - Heo Nanseolheon, poétesse de la dynastie Joseon de Corée Japonaise de noble naissance
  - Hosokawa Gracia, noble japonaise († 17 juillet 1600 ou 25 août 1600).
  - Hazrat Ishaan, savant et saint musulman de Boukhara († 4 novembre 1642).
  - Katō Yoshiaki, daimyo de la fin de la période Sengoku au début de l'époque d'Edo († 7 octobre 1631).
  - Marcin Kazanowski, noble polonais († 28 mars 1636).
  - Christoph Knoll, pasteur et poète allemand († 1630).
  - Charles Le Pois, médecin lorrain († 1633).
  - Miyake Yasunobu, daimyo de l'époque Azuchi Momoyama au début de l'époque d'Edo († 9 novembre 1632).
  - Nagai Naokatsu, daimyo de l'époque Azuchi Momoyama au début de l'époque d'Edo († 5 mars 1625).
  - Mauro Orbini, moine catholique, écrivain et historien croate († 1614).
  - John Penry, martyr protestant du pays de Galles († 29 mai 1593).
  - Polydore Plasden, prêtre et martyr anglais († 10 décembre 1591).
  - Ausonius van Popma, juriste et philologue hollandais († 24 mars 1613).
  - Sakazaki Naomori, daimyo du début de l'époque d'Edo († 21 octobre 1616).
  - Caspar Schwenckfeld, médecin pratiquant à Hirschberg († 1609).
  - François Stella, peintre français († 1605).
  - Paul Suzuki, laïc catholique japonais († 5 février 1597).
  - Terazawa Hirotaka, daimyo du début de l'époque d'Edo († 18 mai 1633).
  - Corneille Verdonck, polyphoniste belge († 5 juillet 1625).
  - Walter Warner, mathématicien et scientifique anglais († 1643).
  - Yi Su-gwang, lettré coréen († 1628).
- 1560 ou 1563 :
- Kyōgoku Takatsugu, daimyo de la province d'Ōmi et de la province de Wakasa de la fin de l'époque Sengoku de l'histoire du Japon († 4 juin 1609).
- 1562 ou 1563 :
- 10 décembre : Roger de Bellegarde, un favori des rois Henri III et Henri IV († 27 août 1635).
  - Pétros Arkoúdios, prêtre catholique grec († 1633).
  - John Bull, compositeur, musicien et facteur d'orgue anglo flamand († 12 mars 1628).
- 1563 ou 5 janvier 1564 : Francesco Vanni, peintre et graveur italien († 26 octobre 1610).
- Vers 1563 :
  - Pero de Gamboa, compositeur portugais († 17 mars 1638).
  - Claude Dormy, prélat français, évêque de Boulogne († 30 novembre 1626).
  - Chrestienne Leclerc Du Vivier, fondatrice française d’un couvent des carmes déchaussés († 9 décembre 1598).
  - Henry Montagu 1er comte de Manchester, homme d'État anglais († 7 novembre 1642).
  - Hendrick Cornelisz Vroom,  peintre néerlandais († 4 février 1640).
- Entre 1561 et 1563 :
- Andreas Raselius, compositeur allemand († 6 janvier 1602).

## Décès en 1563
- 8 février : Guillaume Philandrier, humaniste, ami de François Rabelais, il fut chanoine de Rodez (° 1505).
- 24 février : le duc de Guise (° 17 février 1520) est assassiné par Jean de Poltrot de Méré.
- 2 mars : Ercole Gonzaga, cardinal italien (° 23 novembre 1505).
- 18 mars : Jean de Poltrot de Méré, écartelé (° 1537).
- Après le 27 mars : Odet de Selve, diplomate français (° 1504).
- 30 avril : Henry Stafford , baron Stafford et comte Stafford (° 18 septembre 1501).
- 21 mai : Martynas Mažvydas, auteur et éditeur du tout premier livre jamais imprimé en langue lituanienne (° 1510).
- 10 juin : Ikeda Nagamasa, commandant samouraï de l'époque Sengoku (° 1519).
- 22 juillet : Francisco de Villagra, conquistador espagnol (° 1511).
- 18 août : Étienne de La Boétie, écrivain français, auteur du « Discours de la servitude volontaire » ou « Contr'un » (° 1er novembre 1530).
- 18 septembre : Mōri Takamoto, daimyo de la province d'Aki au cours de l'époque Sengoku (° 1523).
- 11 novembre : Francesco Salviati, peintre maniériste italien (° 1510).
- 15 novembre : Ioan Ier Despot-Vodă, prince de Moldavie (° 1526).
- 24 décembre : Jean de Rieux, prélat breton (° 1507).
- 29 décembre : Sébastien Castellion, humaniste, bibliste et théologien protestant français (° 1515).
- 31 décembre : Charles Ier de Cossé, aristocrate français et maréchal de France (° 1505).

- Date précise inconnue:
  - Giacomo Castriotto, capitaine  et ingénieur militaire italien (° 1510).
  - Vannina d'Ornano, épouse de Sampiero Corso, célèbre pour avoir été étranglée des mains même de son mari (° 1527).
  - Charles Langelier, imprimeur-libraire français.
  - Mitsuyori Tada, samouraï de l'époque Sengoku (° 1501).
  - Jean de Poltrot de Méré, seigneur de Méré ou Mérey, gentilhomme de l'Angoumois qui assassina le duc François de Guise (° 1537).
  - Bernard Pretwicz, officier silésien au service du roi de Pologne, un des premiers organisateurs des cosaques d'Ukraine (° 1500).
  - Tani Sōyō, compositeur de renga japonais (° 1526).